# سرخوشی (مجموعه تلویزیونی)
سرخوشی (انگلیسی: Euphoria) مجموعهٔ تلویزیونی درام نوجوانانهٔ آمریکایی است که به‌دست سام لوینسون برای شبکهٔ اچ‌بی‌او نوشته و ساخته شده‌است. این مجموعه بر پایهٔ Euphoria (Israeli TV series)|مینی‌سریال تلویزیونی اسرائیلی به همین نام ساخته شده‌است. این سریال دربارهٔ گروهی از دانش‌آموزان دبیرستانی است و به تجربیاتشان از هویت، آسیب، مواد مخدر، دوستی، عشق و رابطه جنسی می‌پردازد. زندایا نقش اصلی این مجموعه را ایفا می‌کند و مود آپاتو، انگوس کلود، اریک دین، الکسا دمی، جیکوب الوردی، باربی فریرا، نیکا کینگ، استورم رید، هانتر شیفر، آلجی اسمیت، سیدنی سوئینی، کولمن دومینگو، جیوون والتون، آستین آبرامز و دومینیک فیک از گروه بازیگران هستند. سرخوشی پس از بازی تاج‌وتخت، آخرین بازمانده از ما و خاندان اژدها چهارمین سریال پربیننده در اچ‌بی‌او است.
این سریال در ۱۶ ژوئن ۲۰۱۹ پخش شد و در ژوئیه ۲۰۱۹ برای فصل دوم تمدید شد. دو قسمت ویژهٔ یک ساعته در دسامبر ۲۰۲۰ و ژانویه ۲۰۲۱ پخش شد. فصل دوم این مجموعه در ۹ ژانویه ۲۰۲۲ به نمایش درآمد. سرخوشی از زمان پخش مورد تحسین منتقدان قرار گرفته و در زمینهٔ فیلم‌برداری، داستان، موسیقی و عملکرد بازیگران ستایش شده‌است. زندایا برای نقش‌آفرینی خود برندهٔ دو جایزهٔ امی ساعات پربیننده شد.

## داستان
سریال «Euphoria» روایتگر زندگی گروهی از نوجوانان دبیرستانی در شهر خیالی ایست هایلند در ایالت کالیفرنیاست؛ جایی که آن‌ها در میان آشفتگی‌های زندگی، به دنبال روزنه‌ای از امید هستند. این نوجوانان با چالش‌هایی چون عشق، فقدان، رابطه جنسی و اعتیاد روبه‌رو هستند و تلاش می‌کنند تعادل خود را حفظ کنند.
در طول سریال، موضوعات مهم و چالش‌برانگیزی به تصویر کشیده می‌شود؛ از جمله کودک‌آزاری، مصرف و قاچاق مواد مخدر، روابط ناسالم و وابستگی‌های سمی، خیانت، سقط جنین، بازگشت به اعتیاد، خشونت خانگی، تجاوز، آسیب‌زدن به خود، مردسالاری سمی، اختلالات روانی، افسردگی، خشم کنترل‌نشده، توهم، دزدی، اقدام به قتل، الکلیسم و سوگواری. همچنین مسائلی مانند تغییر جنسیت، همجنس‌گرایی سرکوب‌شده، فرهنگ روابط گذرا، باج‌گیری، انتقام‌گیری جنسی، و فشارهای اجتماعی ناشی از مثبت‌نمایی افراطی نیز در بستر داستان مطرح می‌شوند.

## بازیگران و شخصیت‌ها

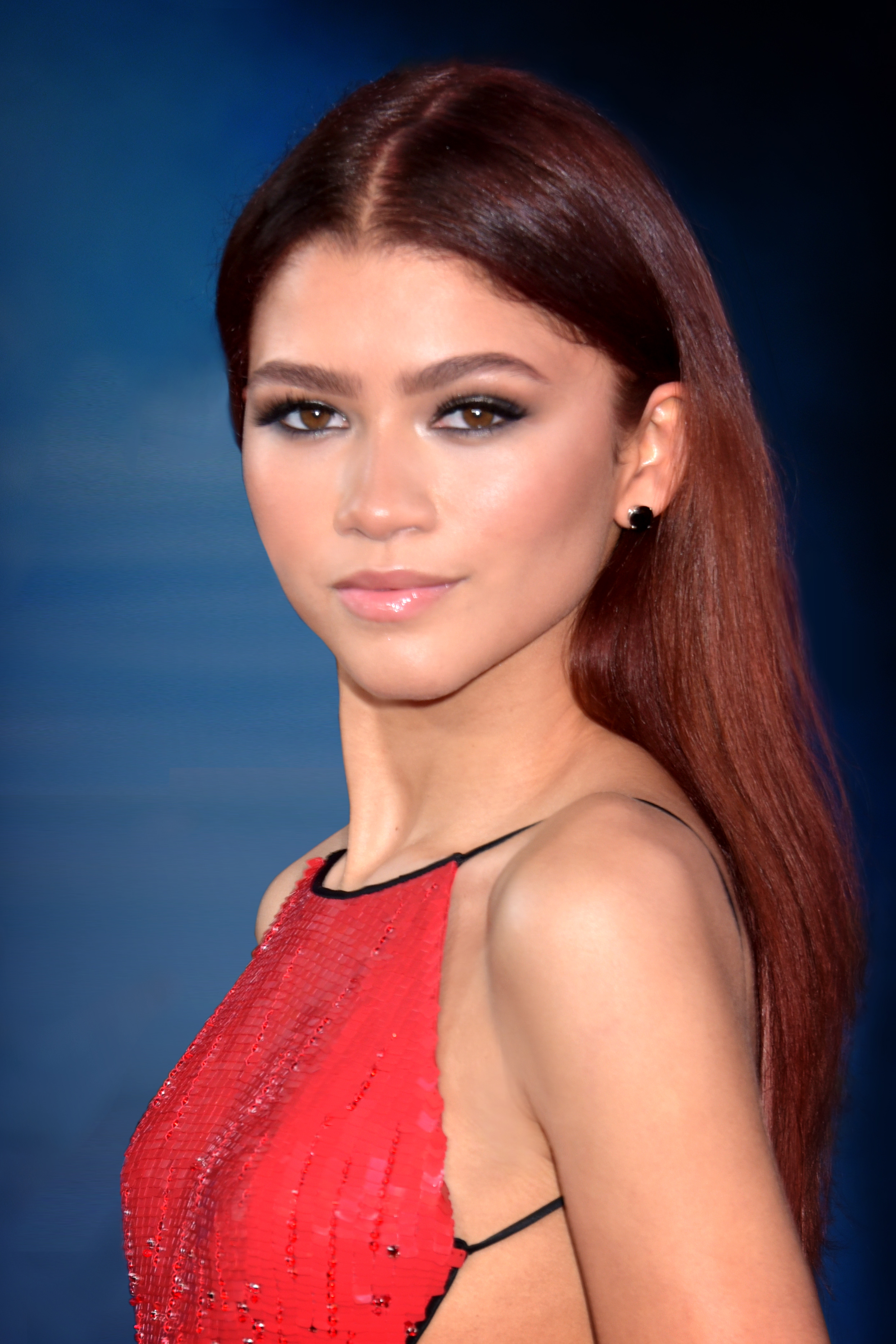
زندیا در نقش «رو» بنت ایفای نقش می‌کند، او قهرمان سریال و شخصیت اصلی داستان است.

- زندیا در نقش روبی «رو» بنت، یک نوجوان معتاد به مواد مخدر که تازه از دوره بازپروری خارج شده و در تلاش برای یافتن جایگاه خود در جهان است. او همچنین به عنوان راوی سریال نیز فعالیت می‌کند.[۵]
- مود آپاتو در نقش لکسی هاوارد، بهترین دوست دوران کودکی «رو» و خواهر کوچکتر کیسی
- انگوس کلود در نقش فزکو، یک فروشندهٔ مواد مخدر محلی که رابطه نزدیکی با «رو» دارد
- اریک دین در نقش کال جیکوبز، پدر نیت که به او سخت می‌گیرد
- الکسا دمی در نقش مدی پرز، دوست‌دختر همیشگی نیت و بعداً دوست‌دختر سابق
- جیکوب الوردی در نقش نیت جیکوبز، یک ورزشکار دبیرستانی که مسائل خشم ناامنی جنسی خود را پنهان می‌کند
- باربی فریرا در نقش کت هرناندز، دختری که برای مثبت‌نگری بدن می‌جنگد درحالی که تمایلات جنسی خود را انجام می‌دهد
- نیکا کینگ در نقش لزلی بنت، مادر «رو» و جیا
- استورم رید در نقش جیا بنت، خواهر کوچکتر «رو»
- هانتر شیفر در نقش ژولز وان، یک دختر تراجنسیتی که پس از نقل‌مکان به شهر، وارد یک رابطهٔ آشفته با «رو» می‌شود
- آلجی اسمیت در نقش کریستوفر مک‌کی، یک بازیکن جوان فوتبال و دوست‌پسر سابق کیسی که برای هم‌رنگ شدن با دانشگاه با مشکل مواجه می‌شود
- سیدنی سوئینی در نقش کیسی هاوارد، خواهر بزرگتر لکسی و دوست‌دختر سابق مک‌کی با گذشتهٔ جنسی بدنام که همچنان او را آزار می‌دهد
- کولمن دومینگو در نقش علی محمد («مشکل همیشه دوام نمی‌آورد»؛ دوره‌ای در فصل‌های ۱-۲)، مردی درحال بهبودی از اعتیاد به مواد مخدر که اغلب در جلسات معتادان گمنام «رو» صحبت می‌کند و در نهایت اسپانسر او می‌شود
- جیوون «وانا» والتون در نقش اشتری (فصل ۲; دوره‌ای در فصل ۱)، فروشندهٔ مواد مخدر و فز او را «برادر کوچک» می‌داند
- آستین آبرامز در نقش ایتان دیلی (فصل ۲؛ دوره‌ای در فصل ۱), علاقه‌مند به عشق ورزيدن به کت
- دومینیک فیک در نقش الیوت (فصل ۲)، دوست جدید «رو»

## نگرانی در مورد نمایش سکس و مواد مخدر
برخی از تحلیل‌گران و تشکیلات از محتوای صریح این سریال شامل خودزنی، مصرف بیش از حد مواد مخدر و موضوعات جنسی انتقاد کرده‌اند. گروه مدافع رسانه‌ای محافظه‌کارِ شورای تلویزیون و رسانه والدین این سریال را «مایوس‌کننده، فاسد، گمراه و پوچ‌گرایانه» خواند و از اچ‌بی‌او و ای‌تی‌اندتی خواست به آن پایان دهند.